# دانيال بيريز (لاعب كرة قدم)
دانيال بيريز هو لاعب كرة قدم فنزويلي، ولد في 17 يناير 2002 في كاراكاس في فنزويلا.